# Municipio de Denville
El municipio de Denville (también, Denville) es un municipio situado en el condado de Morris, Nueva Jersey, Estados Unidos. Tiene una población estimada, a mediados de 2022, de 17 127 habitantes.

## Geografía
La localidad está ubicado en las coordenadas 40°53′19″N 74°29′18″O / 40.88861, -74.48833 (40.888479, -74.488377).

## Demografía
Según la estimación 2018-2022 de la Oficina del Censo, los ingresos medios de los hogares son de $156,406 y los ingresos medios de las familias son de $178,369. Los ingresos per cápita en los últimos doce meses, medidos en dólares de 2022, son de $69,270. Alrededor del 3.6% de la población está por debajo de la línea de pobreza.